# Джеванширский уезд

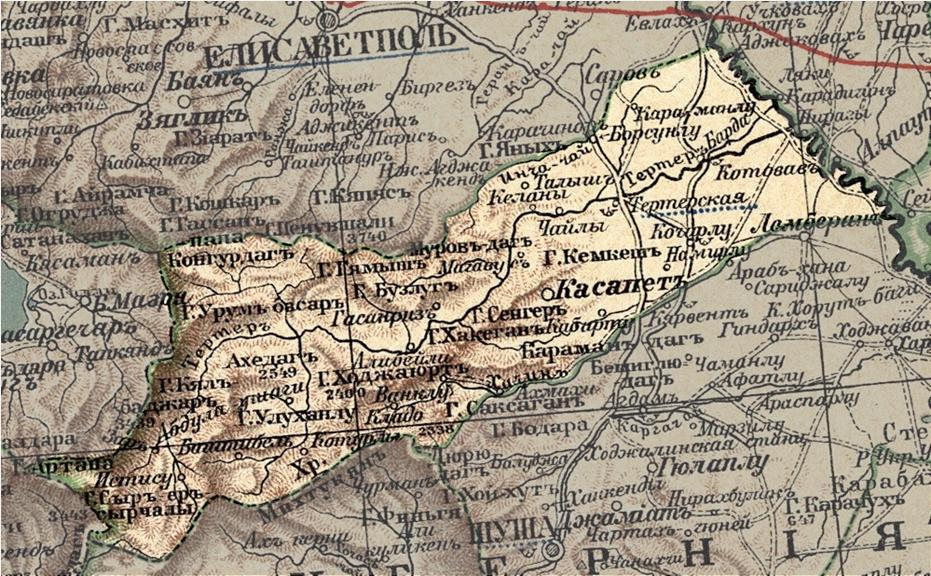
Джеванширский уезд

Джеванширский уезд — административная единица в составе Елизаветпольской губернии. Центр — почтовая станция Тертер.

## География
Состоял уезд в отношении устройства поверхности из двух половин: северо-восточной, низменной, или собственно Джеваншира, и юго-западной, горной, или Джраберта. Низменная часть, называемая туземцами «Аран», отличался жарким и лихорадочным климатом в течение летних месяцев, который вынуждал жителей перекочевывать в горы; зимы мягкие и непродолжительны. Средняя часть уезда, лежащая далее к юго-западу, холмиста и гориста, изобилует лесами и имеет умеренный климат. Юго-западная горная полоса наполнена довольно высокими горами, обладает суровым климатом (зима с сентября по апрель) и снежными зимами, вследствие которых сообщение её с низменностью прекращается надолго. Высочайшими вершинами западной части уезда, принадлежащими к горным хребтам, огибающим (хр. Карабахский) с юго-востока и востока озера Севан, которое в то время называлось Гокча (у армян Севанга), являлись Муровдаг (11219 фт.), Гезаль-дара-баши (11606 фт.), Гиналь-даг (11057 фт.) и т. п.
Большая часть Джеванширского уезда принадлежит к бассейну реки Тертер, которая, начинаясь в горах зап. части уезда на границе с Новобаязетским и Зангезурским уездами, протекает через весь уезд, вливаясь слева в реку Куру. Ирригационное значение Тертера огромно, и в этом отношении река уступает только Араксу (из притоков Куры), орошая не только уезд, но посылая каналы в Елизаветпольский и Шушинский уезды. К югу от Тертера, на границе с Шушинским уездом течет Хачен-чай; остальные речки незначительны.

## Минеральные источники
В узде было несколько минеральных источника: 1) железисто-щелочной "Котур-Су", расположенный в селении Которлу (Котурлы, Котурлу). 2)Горячий серный источник Истису, расположенный на границе с Новобаязедским уездом 3) теплый серный источник Исти-су, расположенный близ крупного села Гештак (Кештаг) около древнего армянского храма. Источник этот более известен под названием Исти-Су Котух ванк или Кохур-ванк-Исти-су. 4) углекислый источник, расположенный недалеко от селений Довшанлы и Калатан, близ армянского монастыря Св. Якова(Акопа)

## История
Территория Джеванширского уезда, как и Джебраильского входила прежде в состав Карабахского ханства; в 1869 году он был выделен из Шушинского уезда. Приблизительно охватывал территорию современных Кельбаджарского, Мардакертского, Тертерского и Бардинского районов.

## Население
Согласно ЭСБЕ население уезда в 1893 году составляло 54 900 чел. По данным первой всеобщей переписи населения 1897 года в уезде проживало 72 719 чел., из которых:
- татары (азербайджанцы)[Комм. 1]  — 52 041 чел. (71,56 %),
- армяне — 19 551 чел. (26,89 %),
- курды (совместно с езидами) — 571 чел. (0,79 %),
- славяне (в основном великорусы (русские), а также (малорусы украинцы), белорусы) — 208 чел. (0,29 %) ,
- персы — 143 чел. (0,18 %),
- лезгинские народы[Комм. 2]— 84 чел. (0,16 %),
- грузины — 47 чел. (0,06 %),
- греки — 46 чел. (0,06 %),
- поляки — 9 чел. (0,01 %),
- аваро-андийские народы — 5 чел. (0,01 %),
- немцы — 5 чел. (0,01 %),
- представители других народностей — 19 чел. (0,02 %)[6][7].

Население, располагавшееся в 213 селениях, занималось преимущественно земледелием и скотоводством. В средней и низменной полосах важное значение имело также садоводство и шелководство. Самые высокие местности были заняты горными пастбищами, лежащими выше предела лесов; ниже из полевых растений преобладают ячмень и пшеница; наконец, в средней и низменной части у. разводятся весьма разнообразные растения, до риса и хлопчатника включительно. В низменной части жители занимались также добычей солодкового корня. Крупного рогатого скота, лошадей и ослов в 1891 году насчитывалось 52800, а мелкого — 112000 голов; фабрик и заводов было 34, с суммой производства в 37914 рублей.

## Административное деление
В 1913 году в уезд входило 35 сельских правлений:
| - Авраянское — с. Авраян, - Агалинское — с. Агалу-Хана, - Алпаутское — с. Алпаут, - Айриджинское — с. Айриджа 1-я, - Айрумское — с. Айрум, - Бардинское — с. Барда, - Барсунлинское — с. Барсунлу, - Гантагское — с. Фарахканлы, - Гасанризское — с. Гасанриз , | - Геранинское — с. Герана, - Герравендское — с. Герравенд, - Джан-Атагское — с. Джан-Атаг, - Довшанлинское — с. Довшанлу, - Дорбатлинское — с. Дорбатлу-Караманлу, - Кабарта-Бой-Ахмедлинское — с. Кабарта-Бой-Ахмдлу, - Карадаглинское — с. Карадаглу 1-е, - Караманлинское — с. Караманлу, - Касапетское — с. Касапет, | - Кичик-Карабекское — с. Кичик-Карабек, - Котурлинское — с. Котурлы, - Кочарлинское — с. Кочарлу, - Лякское — с. Ляк, - Маргалинское — с. Марагалы, - Момирлинское — с. Эв-Оглы, - Налигринское — с. Казиан, - Намирлинское — с. Илхичилар-Хана, - Саровское — с. Саров 1-е, | - Сахлабадское — с. Сахлабад, - Талышинское — с. Талыш, - Хан-Арабское — с. Араб 1-й, - Хан-Каракоюнлинское — с. Кара-Коюнлу-Хана, - Хорузлинское — с. Хорузлы, - Чирахлинское — с. Чирахлу (Герравенд 2-й), - Ширванлинское — с. Алачадырму, - Шихавендское — с. Шихавенд, |

## Населённые пункты
Крупнейшие населённые пункты уезда (население, 1908 год) 
| №  | Населённые пункты  | Население, всего | в т.ч. Армяне | в т.ч. Азербайджанцы |
| -- | ------------------ | ---------------- | ------------- | -------------------- |
| 1  | Агдара             | 4676             | 4676          | 0                    |
| 2  | Айрум              | 2240             | 0             | 2240                 |
| 3  | Алпоут-Бой-Ахмедлу | 1521             | 1521          | 0                    |
| 4  | Гаджалу 2-е        | 1146             | 0             | 1146                 |
| 5  | Гасанриз           | 1123             | 1123          | 0                    |
| 6  | Гасан-Риз          | 1140             | 1140          | 0                    |
| 7  | Джинлы             | 1560             | 0             | 1560                 |
| 8  | Довшанлу           | 1948             | 1948          | 0                    |
| 9  | Дорбатлу           | 2052             | 0             | 2052                 |
| 10 | Караманлу          | 1309             | 0             | 1309                 |
| 11 | Касапет            | 1111             | 1111          | 0                    |
| 12 | Кичик-Карабек      | 1138             | 1138          | 0                    |
| 13 | Кличлы             | 1553             | 0             | 1553                 |
| 14 | Котурлы            | 1635             | 0             | 1635                 |
| 15 | Коюнбинаси         | 1125             | 0             | 1125                 |
| 16 | Малбинаси          | 2575             | 0             | 2575                 |
| 17 | Мирзаликенд        | 1281             | 0             | 1281                 |
| 18 | Саров-Бегум        | 1344             | 1344          | 0                    |
| 19 | Талыш              | 1000             | 1000          | 0                    |
| 20 | Хан-Каракоюнлу     | 1255             | 0             | 1255                 |